# Liste der Nummer-eins-Hits in Mexiko (2012)
Diese Liste der Nummer-eins-Hits basiert auf den offiziellen mexikanischen Albumcharts im Jahr 2012, die durch AMPROFON, die nationale Landesgruppe der IFPI, ermittelt werden. 

## Alben
| ← 2011 ← | Liste der Nummer-eins-Hits in Mexiko | Liste der Nummer-eins-Hits in Mexiko | Liste der Nummer-eins-Hits in Mexiko | 2013 →                    |
| \| Zeitraum \| Wo. ges. \| Interpret \| Titel \| Zusätzliche Informationen \| \| (Zeitraum, Wochen auf Platz eins, Interpret, Titel, zusätzliche Informationen) \| \| \| \| \| \| ------------------------------------------------------------------------------ \| -------- \| ----------------------------- \| ----------------------------- \| ------------------------- \| \| 49. Woche 2011 – 4. Woche 2012 8 Wochen \| 8 \| Yuridia \| Para mí \| – \| \| 5.–7. Woche 3 Wochen \| 3 \| La Arrolladora Banda El Limón \| Irreversible … 2012 \| – \| \| 8.–12. Woche 5 Wochen (insgesamt 8) \| 8 \| Adele \| 21 \| – \| \| 13. Woche 1 Woche \| 1 \| Pxndx \| Bonanza \| – \| \| 14. Woche 1 Woche \| 1 \| Madonna \| MDNA \| – \| \| 15.–19. Woche 5 Wochen (insgesamt 12) \| 12 \| One Direction \| Up All Night \| – \| \| 20. Woche 1 Woche \| 1 \| Yahir \| Sexto VI \| – \| \| 21. Woche 1 Woche \| 1 \| Molotov \| Desde Rusia con amor \| – \| \| 22. Woche 1 Woche \| 1 \| Carla Morrison \| Déjenme llorar \| – \| \| 23. Woche 1 Woche \| 1 \| Juanes \| MTV Unplugged \| – \| \| 24.–25. Woche 2 Wochen (insgesamt 12) \| 12 \| One Direction \| Up All Night \| – \| \| 26.–29. Woche 4 Wochen \| 4 \| Justin Bieber \| Believe \| – \| \| 30. Woche 1 Woche (insgesamt 12) \| 12 \| One Direction \| Up All Night \| – \| \| 31. Woche 1 Woche \| 1 \| EME 15 \| EME 15 \| – \| \| 32.–34. Woche 3 Wochen (insgesamt 12) \| 12 \| One Direction \| Up All Night \| – \| \| 35. Woche 1 Woche \| 1 \| León Larregui \| Solstis \| – \| \| 36. Woche 1 Woche (insgesamt 12) \| 12 \| One Direction \| Up All Night \| – \| \| 37.–39. Woche 3 Wochen (insgesamt 4) \| 4 \| Miguel Bosé \| Papitwo \| – \| \| 40.–43. Woche 4 Wochen \| 4 \| Alejandro Sanz \| La música no se toca \| – \| \| 44. Woche 1 Woche \| 1 \| Café Tacvba \| El objeto antes llamado disco \| – \| \| 45. Woche 1 Woche (insgesamt 4) \| 4 \| Miguel Bosé \| Papitwo \| – \| \| 46.–48. Woche 3 Wochen (insgesamt 4) \| 4 \| One Direction \| Take Me Home \| – \| \| 49.–50. Woche 2 Wochen \| 2 \| Thalía \| Habítame siempre \| – \| \| 51. Woche 1 Woche \| 1 \| Jenni Rivera \| La misma gran señora \| – \| \| 52. Woche 2012 – 1. Woche 2013 2 Wochen (insgesamt 3) \| 3 \| Jenni Rivera \| Joyas prestadas: pop \| – \| |                                      |                                      |                                      |                           |
| ← 2011 |                                      |                                      |                                      | → 2013 →                  |
| Zeitraum | Wo. ges.                             | Interpret                            | Titel                                | Zusätzliche Informationen |
| (Zeitraum, Wochen auf Platz eins, Interpret, Titel, zusätzliche Informationen) |                                      |                                      |                                      |                           |
| 49. Woche 2011 – 4. Woche 2012 8 Wochen | 8                                    | Yuridia                              | Para mí                              | –                         |
| 5.–7. Woche 3 Wochen | 3                                    | La Arrolladora Banda El Limón        | Irreversible … 2012                  | –                         |
| 8.–12. Woche 5 Wochen (insgesamt 8) | 8                                    | Adele                                | 21                                   | –                         |
| 13. Woche 1 Woche | 1                                    | Pxndx                                | Bonanza                              | –                         |
| 14. Woche 1 Woche | 1                                    | Madonna                              | MDNA                                 | –                         |
| 15.–19. Woche 5 Wochen (insgesamt 12) | 12                                   | One Direction                        | Up All Night                         | –                         |
| 20. Woche 1 Woche | 1                                    | Yahir                                | Sexto VI                             | –                         |
| 21. Woche 1 Woche | 1                                    | Molotov                              | Desde Rusia con amor                 | –                         |
| 22. Woche 1 Woche | 1                                    | Carla Morrison                       | Déjenme llorar                       | –                         |
| 23. Woche 1 Woche | 1                                    | Juanes                               | MTV Unplugged                        | –                         |
| 24.–25. Woche 2 Wochen (insgesamt 12) | 12                                   | One Direction                        | Up All Night                         | –                         |
| 26.–29. Woche 4 Wochen | 4                                    | Justin Bieber                        | Believe                              | –                         |
| 30. Woche 1 Woche (insgesamt 12) | 12                                   | One Direction                        | Up All Night                         | –                         |
| 31. Woche 1 Woche | 1                                    | EME 15                               | EME 15                               | –                         |
| 32.–34. Woche 3 Wochen (insgesamt 12) | 12                                   | One Direction                        | Up All Night                         | –                         |
| 35. Woche 1 Woche | 1                                    | León Larregui                        | Solstis                              | –                         |
| 36. Woche 1 Woche (insgesamt 12) | 12                                   | One Direction                        | Up All Night                         | –                         |
| 37.–39. Woche 3 Wochen (insgesamt 4) | 4                                    | Miguel Bosé                          | Papitwo                              | –                         |
| 40.–43. Woche 4 Wochen | 4                                    | Alejandro Sanz                       | La música no se toca                 | –                         |
| 44. Woche 1 Woche | 1                                    | Café Tacvba                          | El objeto antes llamado disco        | –                         |
| 45. Woche 1 Woche (insgesamt 4) | 4                                    | Miguel Bosé                          | Papitwo                              | –                         |
| 46.–48. Woche 3 Wochen (insgesamt 4) | 4                                    | One Direction                        | Take Me Home                         | –                         |
| 49.–50. Woche 2 Wochen | 2                                    | Thalía                               | Habítame siempre                     | –                         |
| 51. Woche 1 Woche | 1                                    | Jenni Rivera                         | La misma gran señora                 | –                         |
| 52. Woche 2012 – 1. Woche 2013 2 Wochen (insgesamt 3) | 3                                    | Jenni Rivera                         | Joyas prestadas: pop                 | –                         |